# مستقبل الأستيل كولين

الأستيل كولين

مستقبل الأستيل كولين (اختصاره AChR) هو بروتين غشائي مدمج يستجيب لربط الأستيل كولين والناقل العصبي.

## التصنيف
مثل غيرها من المستقبلات عبر الغشائية، تُصنف مستقبلات الأستيل كولين وفقًا لإدراجها في «علم العقاقير» أو وفقًا لأوجه التقارب ذات الصلة والحساسية بالجزيئات المختلفة. على الرغم من أن جميع مستقبلات الأستيل كولين، تستجيب للأستيل كولين، بحكم تعريفها، فإنها تستجيب للجزيئات الأخرى أيضًا.
- مستقبلات الأستيل كولين النيكوتينية (nAChR، تُعرف أيضًا بمستقبلات الأستيل كولين شاردة التأثير") تستجيب بشكل خاص لـالنيكوتين. كما أن مستقبل الأستيل كولين النيكوتيني يمثل قناة لأيون الصوديوم والبوتاسيوم.
- مستقبلات الأستيل كولين المسكارينية (nAChR، تُعرف أيضًا بمستقبلات الأستيل كولين «التحويلية») تستجيب بشكل خاص لـ المسكارين.

يعد كل من النيكوتين والمسكارين النوعين الأساسيين للمستقبلات «الكولينية».

## أنواع المستقبل
لقد وضح علم الأحياء الجزيئي أن مستقبلات النيكوتين والمسكارين تنتمي لبروتين الفصائل البارز.
| المخدر                                                                            | Nm  | Nn | M1 | M2 | M3 |
| --------------------------------------------------------------------------------- | --- | -- | -- | -- | -- |
| الأستيل كولين والكارباكول وAChEi (فيسوستجمين وجلانتامين ونيوستجمين وبيريدوستجمين) | +   | +  | +  | +  | +  |
| نيكوتين وفارينيكلين                                                               | +   | +  |    |    |    |
| سَكسينيل كولين                                                                     | +/- |    |    |    |    |
| اتراكوريوم وفيكورونيوم والتُّوبوكورارين وبانكورونيوم                                | -   |    |    |    |    |
| اباتيدين وDMPP                                                                    |     | +  |    |    |    |
| تريمثافان والميكاميلامين وبوبروبيون وديكستروميثورفان وهيكساميثونيوم               |     | -  |    |    |    |
| مسكارين وميثاكولين وأوكسوتريمورين وبيثانيكول وبيلوكاربين                          |     |    | +  | +  | +  |
| الاتروبين وتولتيرودين وأوكسيبيوتينين                                              |     |    | -  | -  | -  |
| فيداكليدين وتالساكليدين وإكسانوميلين وايبراتروبيوم                                |     |    | +  |    |    |
| بيرينزيبين وأولانزابين                                                            |     |    | -  |    |    |
| ميثوكترامين                                                                       |     |    |    | -  |    |
| الدَّاريفيناسين و4-DAMP والداريفيناسين وسوليفيناسين                                 |     |    |    |    | -  |

### مستقبلات الأستيل كولين النيكوتينية
إن مستقبلات الأستيل كولين النيكوتينية هي قنوات أيونية ربيطة البوابة وهي مثل الأعضاء الأخرى في فصيلة «المستقبلات سستينية الالتفاف» ذات القناة الأيونية ربيطة البوابة، تتكون من خمس وحدات بروتين جزئية ورُتبت بتناسق كالعصى حول البرميل. ويكون تكوين الوحدة الفرعية متغيرًا بدرجة كبيرة في جميع أنحاء الأنسجة المختلفة. تحتوي كل وحدة جزئية على أربع مناطق تمتد على الغشاء وتتكون من حوالي 20 من الأحماض الأمينية. تشكل المنطقة الثانية التي تقع بالقرب من تجويف المسام بطانة المسام.
ينتج التزام الأستيل كولين بالمصطلح N لكل من نتائج الوحدات الفرعية ألفا عن 15° من الدوران لجميع الحلزونات M2 .‌. لجانب السيتوبلازم في مستقبل مستقبلات الأستيل كولين النيكوتينية حلقات ذات شحنة سالبة تحدد الخصوصية الموجية المحددة للمستقبل ويجب تشكيل نزع الماء عادة عن طريق الأيونات في المحلول المائي في المنطقة المتوسطة من المستقبل، داخل تجويف المسام، تحدد الأجزاء الفرعية لـ الفالين والليوسين (Val 255 and Leu 251) المنطقة الهيدروفوبية من خلال المنطقة التي يلزم على الأيون المجفف المرور منها 
توجد مستقبلات الأستيل كولين النيكوتينية على الحواف الموصلية في الموصل العصبي العضلي على الجانب التالي للمشبك ويتم اسثتارته عن طريق الأستيل كولين الذي يتم تحريره عن طريق المشبك. انتشار Na+ K+ عبرالمستقبل المسبب لإزالة الاستقطاب وجهد الصفيحة الانتهائية الذي يفتح قنوات الصوديوم ذات البوابة الفولتية التي تسمح باحتراق كامن الفعل ويحتمل أن تقلص العضلات.

### مستقبلات الأستيل كولين المسكارينية
على النقيض من ذلك، لا تعد مستقبلات الأستيل كولين المسكارينية قنوات أيونية، ولكنها بدلًا من ذلك تنتمي إلى فصيلة المستقبلات المقترنة بالبروتين ج التي تنشط القنوات الأيقونية عبر سلسلة المرسل الثاني.
ينشط مستقبل الكلورينك مسكارين بروتين ج عندما يرتبط بالأستيل كولين خارج الخلية. تلغي الوحدة الجزئية الأبجدية لبروتين ج محلقة الأَدينيلاَت بينما تنشط الوحدة الجزئية بيتاجاما القنوات وبذلك يحدث فرط استقطاب للخلية. يؤدي ذلك لزيادة نشاط القلب.

## دورها في مجال الصحة والأمراض
يمكن حصر مستقبلات أستيل كولين النيكوتينية عن طريق الكورار وهيكساميثونيوم والمواد السامة الموجودة في سموم الثعابين والصدفيات مثل، ألفا بنغاروتوكسين. تلتزم العقاقير مثل أدوية حصر الوَصل العَضَلِيِّ العَصَبِيّ التزامًا عكسيًا بمستقبلات النيكوتين في الموصل العصبي العضلي وتستخدم عادة في التخدير.
تعد مستقبلات النيكوتين هي الوسيط الأساسي لتأثيرات النيكوتين. في الوهن العضلي الوبيل، تستهدف الأجسام المضادة المستقبل في الموصل العصبي العضلي، مما يؤدي إلى ضعف الأعصاب.
يمكن لعقاقير الأتروبين وسكوبولامين حظر نشاط مستقبلات أستيل كولين المسكارينية.

## وصلات خارجية
- Acetylcholine receptor على يوتيوب: PMAP The Proteolysis Map-animation
- Acetylcholine+Receptors في المكتبة الوطنية الأمريكية للطب نظام فهرسة المواضيع الطبية (MeSH).